# Verwaltungsgemeinschaft Eiselfing
Die Verwaltungsgemeinschaft Eiselfing im oberbayerischen Landkreis Rosenheim wurde im Zuge der Gemeindegebietsreform am 1. Mai 1978 gegründet und zum 1. Januar 1980 durch Gesetz über die Änderung der Zugehörigkeit von Gemeinden zu Verwaltungsgemeinschaften vom 10. August 1979 (GVBl S. 223) bereits wieder aufgelöst.
Ihr gehörten die Gemeinden Eiselfing, Babensham und Kling an. Zum 1. Januar 1980 erhielten Eiselfing und Babensham (in das Kling gleichzeitig eingemeindet wurde) eigene Verwaltungen.
Sitz der Verwaltungsgemeinschaft war Eiselfing.